# اوغور آکتاش
اوغور آکتاش (Uğur Aktaş؛ متولد ۱۰ اکتبر ۱۹۹۵) کاراته کای ترک و قهرمان اروپا است که در کومیته ۸۴ کیلوگرم رقابت می‌کند. او عضو İstanbul Büyükşehir Belediyesi SK است.

## دستاوردها
۲۰۱۵

- برنز بازیهای اروپایی – ۱۳ ژوئن، باکو، آذربایجان – کومیته ۶۷ کیلوگرم، [۲]

۲۰۱۷

- طلا قهرمانی اروپا – ۶ می، ازمیت، ترکیه – کومیته ۶۷ کیلوگرم، [۳]